# Pseudomalacoceros gilchristi
Pseudomalacoceros gilchristi är en ringmaskart som först beskrevs av Francis Day 1961.  Pseudomalacoceros gilchristi ingår i släktet Pseudomalacoceros och familjen Spionidae. Inga underarter finns listade i Catalogue of Life.